# Leuser
Leuser is een bestuurslaag in het regentschap Aceh Tenggara van de provincie Atjeh, Indonesië. Leuser telt 615 inwoners (volkstelling 2010).